# Hydrovatus cuspidatus
Hydrovatus cuspidatus is een keversoort uit de familie waterroofkevers (Dytiscidae). De wetenschappelijke naam van de soort is voor het eerst geldig gepubliceerd in 1818 door Kunze.